# Sphenorhina relata
Sphenorhina relata är en insektsart som beskrevs av Nast 1949. Sphenorhina relata ingår i släktet Sphenorhina och familjen spottstritar. Inga underarter finns listade i Catalogue of Life.